# NGC 7375
NGC 7375 је лентикуларна галаксија у сазвежђу Пегаз која се налази на NGC листи објеката дубоког неба.
Деклинација објекта је + 21° 5' 3" а ректасцензија 22h 46m 32,0s. Привидна величина (магнитуда) објекта NGC 7375 износи 13,7 а фотографска магнитуда 14,6. NGC 7375 је још познат и под ознакама MCG 3-58-3, CGCG 453-7, NPM1G +20.0583, PGC 69695.